# Municipio de Jersey (Ohio)
El municipio de Jersey (en inglés: Jersey Township) es un municipio ubicado en el condado de Licking en el estado estadounidense de Ohio. En el año 2010 tenía una población de 2740 habitantes y una densidad poblacional de 39,11 personas por km².

## Geografía
El municipio de Jersey se encuentra ubicado en las coordenadas 40°4′54″N 82°43′2″O / 40.08167, -82.71722. Según la Oficina del Censo de los Estados Unidos, el municipio tiene una superficie total de 70.05 km², de la cual 69,73 km² corresponden a tierra firme y (0,45 %) 0,32 km² es agua.
Localizado en el extremo oeste del condado, limita con los siguientes territorios: 
- Monroe Township - Norte
- Liberty Township - Extremo noreste
- St. Albans Township - Este
- Harrison Township - Extremo Sudeste
- Pataskala - Sur
- Jefferson Township, Franklin County - Extremo sudoeste
- Plain Township, Franklin County - Oeste
- Harlem Township, Delaware County - Extremo Noroeste

## Demografía
Según el censo de 2010, había 2740 personas residiendo en el municipio de Jersey. La densidad de población era de 39,11 hab./km². De los 2740 habitantes, el municipio de Jersey estaba compuesto por el 96,97 % blancos, el 0,4 % eran afroamericanos, el 0,26 % eran amerindios, el 0,47 % eran asiáticos, el 0,44 % eran de otras razas y el 1,46 % eran de una mezcla de razas. Del total de la población el 0,95 % eran hispanos o latinos de cualquier raza.